# 薇拉·恰斯拉夫斯卡
維拉·恰斯拉夫斯卡（捷克語：Věra Čáslavská，1942年5月3日—2016年8月30日），捷克斯洛伐克女子體操選手，生涯總共贏得22次國際比賽的冠軍。恰斯拉夫斯卡是捷克史上最知名的體操選手，也是奧運史上2位連續兩屆奧運贏得個人全能的體操選手之一，另一位是蘇聯的拉里莎·拉特尼娜，她也是1966年世錦賽冠軍。恰斯拉夫斯卡是奧運史上奪得最多個人項目金牌的體操選手，這個紀錄她已經保持超過40年。

## 生平

### 體操生涯
恰斯拉夫斯卡出生在布拉格，原本則是花式溜冰選手。她首次參加國際賽事是在1958年世錦賽，並且在團體項目奪下銀牌。她第一次在奧運出場是在1960年羅馬奧運，也幫助捷克隊獲得團體銀牌。在1962年世錦賽中，恰斯拉夫斯卡在個人全能中敗給拉里莎·拉特尼娜，區居亞軍。
恰斯拉夫斯卡在1964年東京奧運時達到巔峰，奪得個人全能、平衡木與跳馬金牌，在團體項目則贏得銀牌。在1966年世錦賽中，她終於幫助捷克隊擊敗蘇聯隊獲得金牌，並終止了蘇聯隊的3連霸。

### 1968年奧運
恰斯拉夫斯卡再度於1968年奧運中表現出明顯的優勢，在體操6個項目中全部奪得獎牌。她衛冕了個人全能金牌且奪得高低槓、自由體操與跳馬的金牌及平衡木、團體2面銀牌。她在自由體操中使用墨西哥帽子舞（Jarabe tapatío）作為配樂讓她立刻受到墨西哥人的歡迎。在結束這次奧運不久之後，恰斯拉夫斯卡與田徑選手约瑟夫·奥德洛日尔（1964年東京奧運1500公尺銀牌得主）成為夫妻。他們的婚禮在墨西哥市座堂來舉行，吸引了數千名墨西哥人參加。恰斯拉夫斯卡也是奧運史上最受歡迎的女子體操選手之一。
恰斯拉夫斯卡贏得1968年奧運金牌時的心情相當複雜，帶著一部分的辛酸，因為當時捷克斯洛伐克發生政治混亂。她曾經公開強烈地反對共產主義與蘇聯的入侵，並於1968年春天在魯德維克·瓦楚利克（Ludvik Vaculik）的2000字反共產抗議宣言上簽字。後來為了避免被逮捕與參加奧運，恰斯拉夫斯卡花費幾個星期躲藏在山區小鎮桑珀克（Šumperk），並且在最後關頭才得到前往墨西哥市的許可。
在這次奧運期間，她再度遭到蘇聯的敵視，恰斯拉夫斯卡則繼續巧妙的為她的觀點來發聲。在她徹底贏得自由體操的金牌後，裁判小組卻更改原先給予蘇聯選手拉莉莎·彼得里克（Larisa Petrik）的分數，反而宣布兩人並列金牌。令一個非常讓人爭議的判決是在平衡木這個項目，金牌最後落到蘇聯選手Natalia Kuchinskaya的手中。因為對於政治感到生氣與沮喪，恰斯拉夫斯卡在這兩個項目的頒獎儀式中平靜地低下她的頭並在演奏蘇聯國歌時離開會場。

### 1968奧運之後
她的同胞尊敬恰斯拉夫斯卡在奧運舞台上展現出勇敢的示威運動，然而捷克斯洛伐克的聯邦政府並不會感到高興。因為恰斯拉夫斯卡持續的支持1968年捷克斯洛伐克的民主運動（也稱為布拉格之春），在蘇聯於1968年8月入侵布拉格之後，她喪失前往國外及在捷克斯洛伐克與其他國家參加公開體育活動的權利。實際上，恰斯拉夫斯卡被迫退休，並且在她的祖國有許多年裡被認為是一位不受歡迎的人士。
捷克官方拒絕出版她的自傳，並且堅持在日本出版時必須嚴格審查。她得到前往墨西哥從事教練工作的許可，但是根據報導，這是因為墨西哥政府威脅將停止石油輸出的緣故。1980年代後期，因為受到國際奧林匹克委員會主席胡安·安東尼奧·薩馬蘭奇 （也授與恰斯拉夫斯卡奧林匹克勳章）的壓力，最後被允許在家鄉擔任體操教練及裁判。

### 晚年
在共產黨於1989年11月垮台後，維拉·恰斯拉夫斯卡的處境變得更加引人注目。她變成瓦茨拉夫·哈維爾的顧問及捷日協會的名譽主席。在結束顧問工作之後，她被選為捷克奧林匹克委員會的會長，並在1995年加入國際奧林匹克委員會。
因為在奧運上的表現得到許多讚美，所以除了奧林匹克勳章以外，恰斯拉夫斯卡也在1989年獲得聯合國教育科學文化組織頒發的皮埃爾·德·顧拜旦公平競爭獎，並在儀式中以「模範性的高尚」而聞名。她在1995年接受了捷克的榮譽勳章。在1991年進入國際女子運動員名人堂，然後在1998年進入國際體操名人堂。
2007年時恰斯拉夫斯卡居住在布拉格，並鮮少出現在公開場合。2016年8月30日，因胰臟癌病逝於布拉格，享壽74歲。

## 外部連結
- Věra Čáslavská在国际体操联合会的相关介绍